# Řevnice
Řevnice település Csehországban, Nyugat-prágai járásban. Řevnice Zadní Třebaň, Svinaře, Dobříš, Mníšek pod Brdy, Dobřichovice, Hlásná Třebaň és Lety településekkel határos. Lakosainak száma 3769 fő (2024. január 1.).

## Népesség
A település lakosságának változását az alábbi diagram mutatja:
| Lakosok száma | 675  | 861  | 1641 | 3111 | 3306 | 2956 | 3432 | 3498 | 3584 | 3769 |
|               | 1869 | 1890 | 1921 | 1950 | 1980 | 2001 | 2017 | 2019 | 2022 | 2024 |

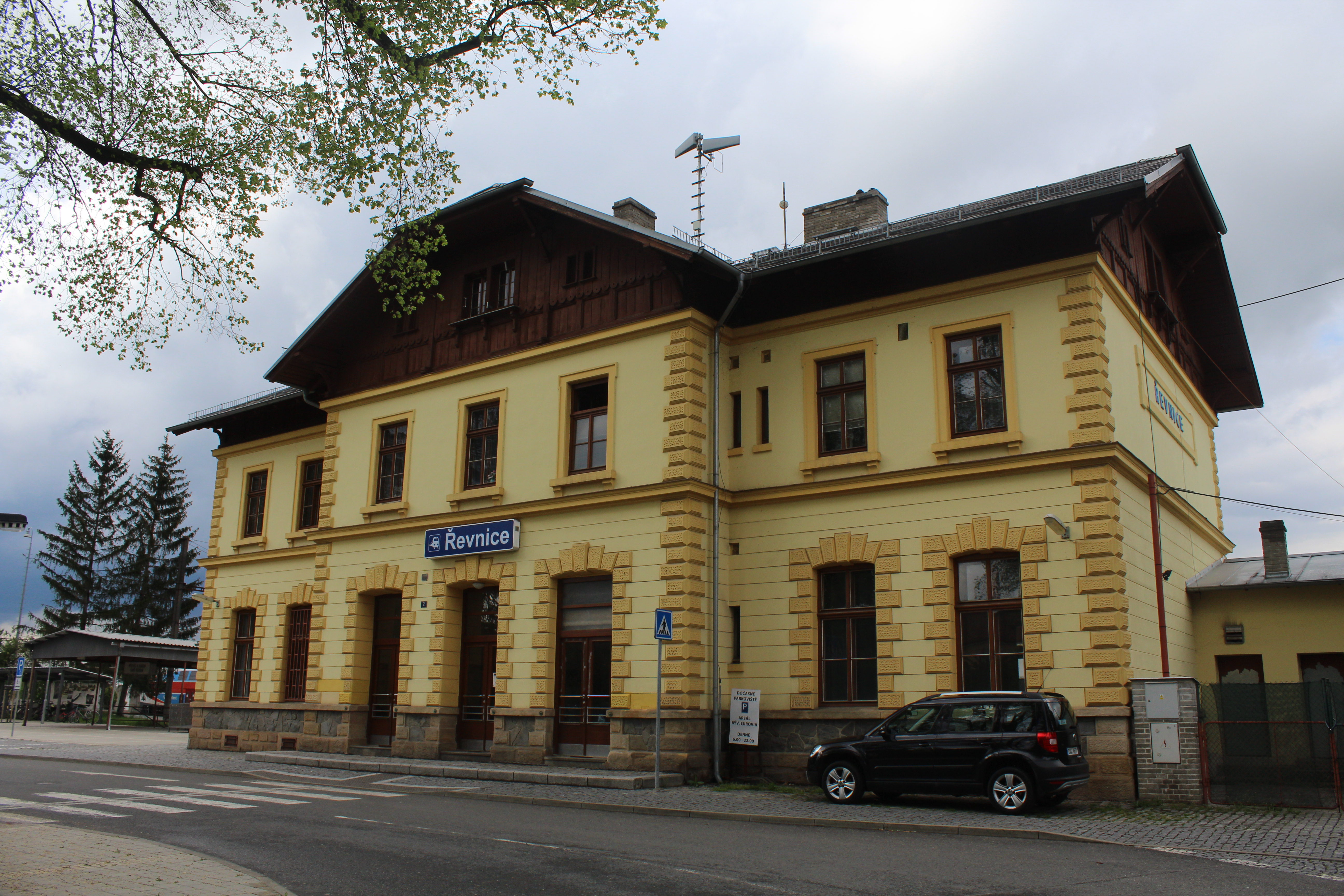
Řevnice vasútállomás
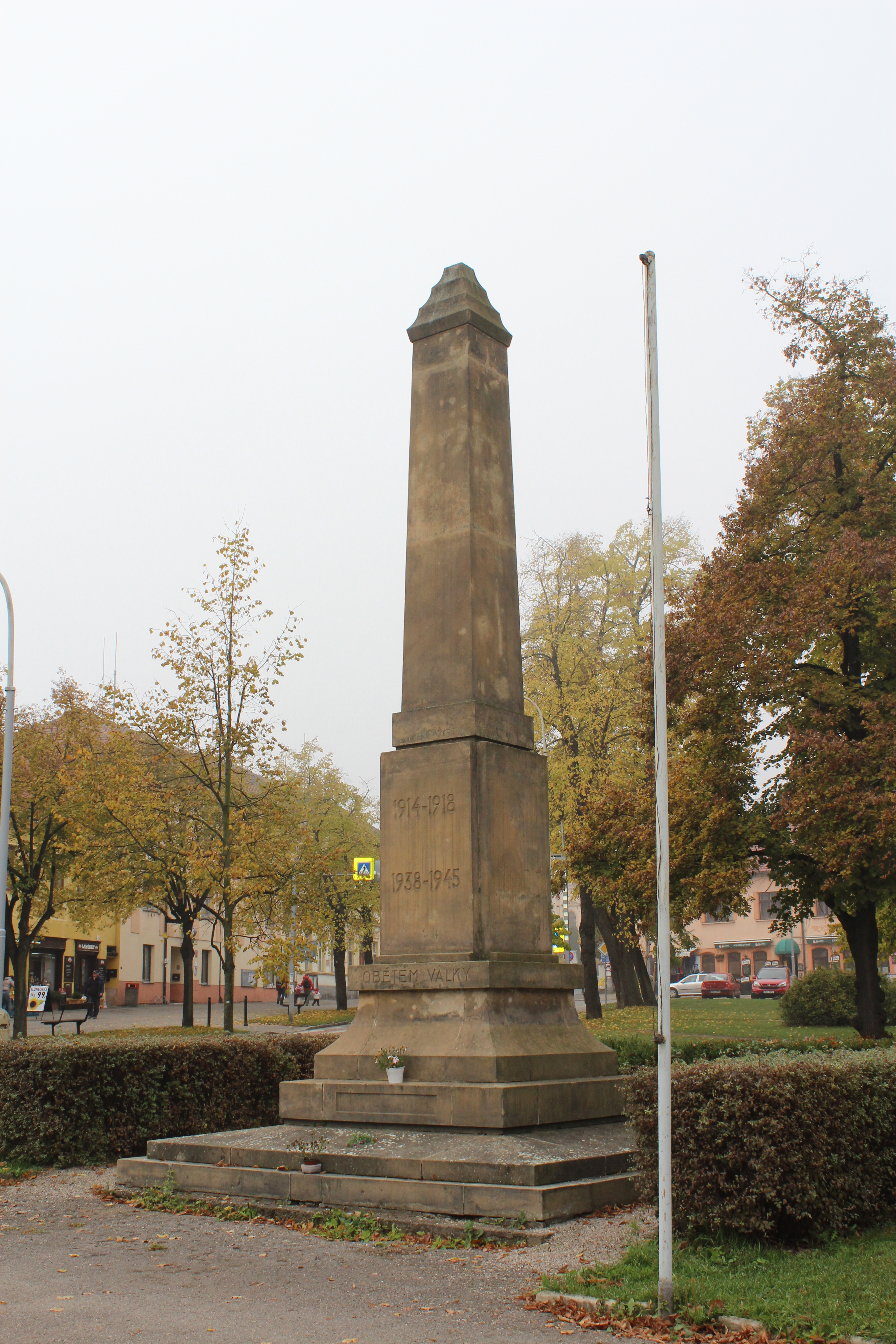
Řevnice, obelisk